# Cephalotes bloosi
Espèce
Cephalotes bloosi est une espèce de fourmis arboricoles du genre Cephalotes, caractérisée par une tête surdimensionnée et plate ainsi que des pattes plus plates et plus larges que ses cousines terrestres. Elle peut se « parachuter » en guidant sa chute d'un arbre avec ses membres,, ce qui lui permet de se déplacer d'arbre en arbre dans une forêt.